# ليبوهانج مابوي
ليبوهانج مابوي (من مواليد 17 سبتمبر 1994) هو لاعب كرة قدم جنوب أفريقي محترف، يلعب لاعب وسط أو مهاجم لنادي ماميلودي صن داونز في دوري جنوب أفريقيا الممتاز لكرة القدم ومنتخب جنوب أفريقيا لكرة القدم.

## بدايته المبكرة
بدأ مابوي، ابن لاعب كرة القدم المحترف السابق، سيدويل، لعب كرة القدم في مسقط رأسه هايدلبرغ حيث لعب مع فريق راتاندا ريال هارتس للهواة. خلال الفترة التي قضاها مع هارتس، تمت ترقيته إلى فريق تحت سن 17 عامًا في النادي حيث أكسبته أدائه على مستوى الفئة العمرية الفرصة للانضمام لاحقًا إلى أكاديمية كايزر تشيفز.

## وصلات خارجية
- ليبوهانج مابوي على موقع قاعدة بيانات كرة القدم.إي يو (الإنجليزية)
- ليبوهانج مابوي على موقع ناشيونال فوتبول تيمز (الإنجليزية)
- ليبوهانج مابوي على موقع Soccerway.com (الإنجليزية)
- ليبوهانج مابوي على موقع عالم كرة القدم.نت (الإنجليزية)